# Ifloga molluginoides
Ifloga molluginoides là một loài thực vật có hoa trong họ Cúc. Loài này được (DC.) Hilliard mô tả khoa học đầu tiên năm 1981.